# Congius
Entre las medidas Romanas Antiguas, el congius (pl. congii, del griego konkhion, diminutivo de konkhē, konkhos, "concha") era una medida líquida que equivalía a aproximadamente 3.28 litros (0.92 galones de EE. UU.). Esta era equivalente a las enócoes más grandes de los griegos antiguos. El congius contuvo seis sextarii.
Cato nos narró que solía darle a cada uno de sus esclavos un congius de vino en el Saturnalia y Compitalia. Plinio cuenta, entre otros ejemplos de bebedores, que un Novellius Torquatus de Mediolanum obtuvo un cognomen (Tricongius, un "hombre de nueve botellas") por beber tres congii de vino de una sola vez:
Es en el ejercicio de sus poderes para beber que los partos buscan su parte de fama, y fue en esto que entre los griegos, Alcibíades se ganó su gran reputación. También entre nosotros, Novellius Torquatus de Mediolanum, un hombre que tenía todos los honores del estado desde la prefectura hasta el pro-consulado, podía beber tres congii en un solo trago; una hazaña de la que obtuvo el apellido de 'Tricongius ': esto lo hizo ante los ojos del emperador Tiberio, y para su gran sorpresa y asombro, un hombre que en su vejez era muy taciturno y, de hecho, muy cruel en general; aunque en su juventud él mismo había sido demasiado adicto al vino.

- Plinio el Viejo. The Natural History xiv.22 s28. eds. John Bostock, Henry Thomas Riley. 1855
El sistema Romano de pesos y medidas (incluyendo el congius) fue introducido a Gran Bretaña en el siglo I por parte del Emperador Claudius. Dada las invasiones anglosajonas del siglo IV y siglo V, las unidades Romanas fueron mayoritariamente reemplazadas con unidades alemanas del norte. Siguiendo la conversión de Inglaterra al cristianismo en el siglo VII, el latín pasó a ser la lengua estatal. Para ese entonces, la palabra "congius" pasó a ser una palabra latina que hacía referencia al galón. Por ello, encontramos la palabra congius mencionada en una carta de Edmund I en 946.
En Medidas de Boticario, el latino Congius (abreviatura c.) es utilizado para referenciar al galón de la Reina Anne de 231 pulgadas cúbicas; también conocida como el galón de EE. UU.

## Congius de Vespasian
William Smith en su libro, Un diccionario de antigüedades griegas y romanas, dice:

Existe un congius llamado el congius de Vespasian o el congius de Farnese, que lleva una inscripción que dice que se hizo en el año 75 DC, según la medida estándar en el capitolio, y que contenía, por peso, diez libras (Imp. Caes. Vi. T. Caes. Ago. F. iiii. Cos. Mensurae exactae en Capitolio, P. x .; véase también Festus, Publica Pondera.) Por medio de este congius se ha comprobado el peso de la libra romana. Este congius sostiene, según un experimento realizado por el Dr. Hase en 1824, 52037.692 granos de agua destilada.
En 1866, apareció en el Journal of the British Archaeological Association un artículo titulado On a Congius, que arrojaba dudas sobre la autenticidad del congius farnese. Un artículo de 1926 en la revista Ancient Weights and Measures señala que "no hay una verdadera pátina sobre ella" y que el óxido rojo aparente son gotas de goma laca. A 1926 article in the journal Ancient Weights and Measures notes that "there is no true patina upon it" and that apparent red oxide is drops of shellac.
El libro del 2002, Aqueduct hunting in the seventeenth century: Raffaello Fabretti's De aquis et aquaeductibus veteris Romae, de Harry B. Evans, informa que el congius original de Farnese se ha perdido, y que las copias existentes se consideran espurias.

Por otro lado, de acuerdo con la edición de 1883 de A complete handbook to the National museum in Naples, el artículo número 74599 lleva la siguiente descripción:
74599. Medida de líquidos, el congius del que habló Plinio. Un jarrón de cuello largo sin asa, con la inscripción IMP. CESARE VESPAS. VI. T. CAES. AGO. F. IIII COS. MENSURAE EXACTAE EN CAPITOLIO P. X. - "medida del peso de diez libras calibradas en el Capitolio en el sexto consulado del emperador César Vespasiano y el cuarto de su hijo Tito Augusto César" (Borgia).